# さんこいち
さんこいちは、ほりえりく、古川優香、Yapp!(やっぴ)から成る日本の3人組YouTuberである。2017年から2021年まで活動していた。メンバーの3人は大阪を拠点に活動していた読者モデル出身である。

## 来歴
もともと3人はSNSで活動しており、会ったことはないもののお互いにフォローする関係だった。特にほりえはやっぴのDECOLOGにコメントを送るほどのファンだった。
2013年、ほりえが服飾学校に進学するために地元の広島から大阪に引っ越し、その際に働いていたアパレルショップのサントニブンノイチでやっぴを紹介され、そこで初めて2人が直接会うこととなった。
その後ほりえが主催して、古川、やっぴの3人で食事に行こうという話になり、千円均一の焼肉屋で初めて3人で顔を合わせ、意気投合した。グループ名は、その後古川が2人を招待して作ったLINEのグループ名が「卍おれら最強さんこいち卍」だったことに由来する。
同年、それぞれがファッション団体「FLASH OSAKA」に所属し、読者モデルとなった。10月30日、正式に「さんこいち」を結成。
2015年、服飾学校を卒業したほりえと、高校を卒業した古川が上京。やっぴは2年後に美容学校を卒業して上京した。3人の上京を機にほりえが古川とやっぴを誘い、2017年3月22日にYouTube活動を開始した。
2018年3月、所属していたモデル事務所のレキシントンを退所。10月、チャンネル登録者数が100万人を突破。同月、メンバーそれぞれが個人チャンネルを開設。12月、『YouTube FanFest 2018』に初出演。
2019年1月より、ユニセックスのアパレルブランド「RYBC」をプロデュース。4月、東京、大阪、名古屋の3都市で初のオフ会ツアーを開催。9月、『東京ガールズコレクション2019 AUTUMN/WINTER』に初出演。
2021年1月1日、1月31日をもって解散することを発表。

## メンバー
ほりえりく
本名は堀江利工（ほりえ りく）。
1995年2月21日生まれ。広島県出身。A型。
上田安子服飾専門学校出身。
2018年から2020年まで他YouTuberと共に音楽ユニット「1つ足りないホワイトボード」で活動。
2021年にさんこいち解散後はYouTuberを引退。
同年にアイドル事務所「RAISE inc.」の代表取締役、2022年に芸能プロダクション「Uniiique」の副代表に就任。
古川優香（ふるかわ ゆうか）
本名同じ。
1997年1月15日生まれ。大阪府出身。AB型。
大阪府立淀商業高等学校出身。
2020年より人気コスメブランド「RICAFROSH」をプロデュース。
2021年にさんこいち解散後は個人YouTuberとして活動。
2025年にサグワと結婚。
Yapp!（やっぴ）
本名は仮屋瀬翔（かりやせ しょう）。
1996年10月16日生まれ。鹿児島県出身。O型。
関西美容専門学校出身。
2016年から2018年までアイドルグループ「DRESS_No.」で活動。
2019年にアイドル事務所「WAIWAI inc.」の代表取締役に就任。
2021年にさんこいち解散後は個人YouTuberとして活動。
裏方
- むっち
- くろちび
- ピンク